# Världsmästerskapet i snabb- och blixtschack 2019
Världsmästerskapet i snabb - och blixtschack 2019 arrangerades den 25–30 december 2019 i Moskva i Ryssland.
Både världsmästerskapet i snabbschack och världsmästerskapet i blixtschack vanns av norrmannen Magnus Carlsen. Världsmästerskapet i blixtschack, efter omspel mot amerikanska Hikaru Nakamura.

## Resultat
| Plats | Deltagare          | Poäng |
| ----- | ------------------ | ----- |
| 1     | Magnus Carlsen     | 11,5  |
| 2     | Alireza Firouzja   | 10,5  |
| 3     | Hikaru Nakamura    | 10,5  |
| 4     | Vladislav Artemjev | 10,5  |
| 5     | Levon Aronjan      | 10    |

| Plats | Deltagare              | Poäng |
| ----- | ---------------------- | ----- |
| 1     | Magnus Carlsen         | 16,5  |
| 2     | Hikaru Nakamura        | 16,5  |
| 3     | Vladimir Kramnik       | 15    |
| 4     | Aleksandr Grisjtsjuk   | 14    |
| 5     | Maxime Vachier-Lagrave | 14    |